# Wildwasserrennsport-Weltmeisterschaften 1959
1959 fanden die ersten Weltmeisterschaften im Kanu-Wildwasserrennsport statt. Nach Beschluss des ICF-Kongresses 1958 in Prag sollten Wildwasser-Meisterschaften in jedem zweiten Jahr in der gleichen Region wie die Slalom-Weltmeisterschaften ausgetragen werden. Die Schweizer, die 1959 die Slalom-WM in Genf ausrichteten, sahen sich jedoch nicht in der Lage in der kurzen Zeit dies umzusetzen. Deshalb führten die Franzosen diese dann eine Woche nach der Genfer Veranstaltung am 1. und 2. August in Treignac auf der Vézère durch. Es nahmen zehn Nationen teil.

## Ergebnisse

### Nationenwertung
| Platz  | Land                            | Gold | Silber | Bronze | Gesamt |
| ------ | ------------------------------- | ---- | ------ | ------ | ------ |
| 1      | Frankreich                      | 2    | 2      | 1      | 5      |
| 2      | BR Deutschland                  | 2    | 1      | -      | 3      |
| 3      | Deutsche Demokratische Republik | 1    | -      | 2      | 3      |
| 4      | Schweiz                         | -    | 1      | 2      | 3      |
| 5      | Jugoslawien                     | -    | 1      | -      | 1      |
| Gesamt | Gesamt                          | 5    | 5      | 5      | 15     |

### Einer-Kajak
Männer:
| Platz | Land | Sportler          | Zeit    |
| ----- | ---- | ----------------- | ------- |
| 1     | FRG  | Toni Prijon       | 48:13,8 |
| 2     | YUG  | Pavel Bone        | 48:38,3 |
| 3     | SUI  | Edouard Rothpletz | 48:52,2 |

Frauen:
| Platz | Land | Sportler           | Zeit    |
| ----- | ---- | ------------------ | ------- |
| 1     | FRG  | Rosemarie Bisinger | 50:47,9 |
| 2     | FRG  | Inge Waltemathe    | 52:03,3 |
| 3     | GDR  | Eva Setzkorn       | 52:36,4 |

### Einer-Canadier
Männer:
| Platz | Land | Sportler           | Zeit    |
| ----- | ---- | ------------------ | ------- |
| 1     | GDR  | Manfred Schubert   | 52:45,6 |
| 2     | SUI  | Jean-Claude Tochon | 52:53,3 |
| 3     | GDR  | Karl-Heinz Wozniak | 53:56,5 |

### Zweier-Canadier
Männer:
| Platz | Land | Sportler                           | Zeit    |
| ----- | ---- | ---------------------------------- | ------- |
| 1     | FRA  | Georges Dransart - Georges Turlier | 49:50,5 |
| 2     | FRA  | Garnier - Grossmann                | 50:02,4 |
| 3     | SUI  | Dussuet - Kadruka                  | 50:08,6 |

Mixed:
| Platz | Land | Sportler          | Zeit    |
| ----- | ---- | ----------------- | ------- |
| 1     | FRA  | Malicet - Malicet | 52:19,6 |
| 2     | FRA  | Gitton - Gitton   | 53:43,5 |
| 3     | FRA  | Guette - Olry     | 54:04,1 |